# 缪家台门
缪家台门是位于浙江省绍兴市的一处民国民居，位于古城北部的越城区府山街道草藐弄5号。
缪家台门为民国民宅，分东西二轴线，座北朝南。原有三进，第三进已毁，其余保存完整，装修考究。
2002年8月27日，缪家台门公布为绍兴市文物保护单位。
2020年10月，府山片区21地块（杜家台门、缪家台门）6308平方米房屋拆迁。